# Nemum equitans
Nemum equitans är en halvgräsart som först beskrevs av Georg Kükenthal, och fick sitt nu gällande namn av Jean Raynal. Nemum equitans ingår i släktet Nemum och familjen halvgräs. Inga underarter finns listade i Catalogue of Life.